# 畿内丸
畿内丸（きないまる）は、かつて大阪商船（現：商船三井）の所有していた貨物船で、畿内丸型貨物船の8隻（準姉妹船2隻含む。後述）のネームシップでもある。姉妹船ともども「超特急貨物船」、「太平洋の隼」などの異名を持ち、太平洋戦争では特設運送船として運用された。

## 概要
日本からアメリカへの貨物輸送は、黎明期には太平洋を渡ってアメリカ西海岸の諸港に運び、そこから大陸横断鉄道によって東部諸都市へと運ばれていった。大阪商船は1909年（明治42年）にミルウォーキー鉄道と提携してタコマ航路を開設したが、これは大阪商船初の遠洋航路でもあった。この航路は6,000トンクラスの「たこま丸」級貨客船6隻と9,500トンクラスの「まにら丸」級貨客船6隻で維持されていた。パナマ運河開通以後は直接アメリカ東海岸諸港を結ぶ航路が開拓されるようになり、大阪商船のライバル日本郵船が1916年（大正5年）6月21日に対馬丸（6,754トン）を第一船としてニューヨーク航路を開設した。しかし、大阪商船や日本郵船のものを含めた北アメリカ航路就航の日本の貨物船は、第一次世界大戦後に建造された、より性能を向上させた外国の貨物船の後塵を拝するようになる。当時の日本の主要輸出品で高賃率でもあった生糸も、日本船ではなく外国船で運ばれる事態となってしまった。さらに、ディーゼル機関を搭載する船舶の出現以後は、既存船の陳腐化が一層目立って世代交代の兆しも見えるようになった。
「畿内丸」は、そういった新しい世代の日本の貨物船の先陣を切って三菱重工業長崎造船所で建造され、1930年（昭和5年）6月15日に竣工した。試運転にて18.438ノットの高速を発揮したが、速力性能の他に合計974.34立方メートルに及ぶ生糸専用のシルクルーム6室、特殊貨物室63.63立方メートル、冷蔵貨物室341.41立方メートル、強力なデリック装置など充実した設備を備えていた。6月29日の香港発にて初就航し、7月13日に神戸港を経由して7月16日に横浜港を出港し、7月27日にロサンゼルスに到着。これまでの所要日数約23日を半分縮める11日間と6時間30分で太平洋を横断し、新記録を樹立した。ニューヨークへは8月11日に到着し、横浜～ニューヨーク間を25日間と17時間30分で航行。ニューヨーク到着時、「日本は鉛筆の芯のようにとがった船を持ってきた」と賞された。「畿内丸」の就航により、行き詰まり感さえあった大阪商船のニューヨーク航路改善策は功を奏し、予期以上の成果を挙げて高速船の威力を見せつける事となった。また、他社の高速ディーゼル貨物船導入が進むきっかけとなったが、日本郵船のみこの分野では出遅れ、船舶改善助成施設によって建造されたN型貨物船の就航まで待たなければならなかった。1938年（昭和13年）7月からは終点をニューヨークからヨーロッパに変更した欧州航路にも就航。ようやく隊伍を整えた日本郵船の新鋭船と提携して覇を競うこととなった。しかし、第二次世界大戦勃発と日米関係の悪化により航路は縮小を余儀なくされ、1941年（昭和16年）3月15日の神戸発ニューヨーク行が最後の商業航海となった。
昭和16年9月3日に日本海軍に徴用されて特設運送船（甲）となり、9月5日から10月11日にかけて笠戸船渠で艤装工事を行う。9月20日に入籍後、佐世保鎮守府籍となる。1942年（昭和17年）1月のマナド攻略戦に参加の後、6月20日まで第二艦隊（近藤信竹中将）の指揮下に入って行動する。その後はラバウル方面に進出し、8月にはポートモレスビー作戦中のバサブアおよびラビへの部隊揚陸を行う。ラバウルと日本本土間を往復の後、1943年（昭和18年）2月23日に特設運送船「日祐丸」（日産汽船、6,817トン）とともに第28設営隊を乗せてラバウルに向かう。輸送任務終了後、5月3日に第2023船団に加入してラバウルを出港し、5月6日にトラック諸島に到着した。
5月8日早朝、「畿内丸」は横須賀に向かう第4508船団に加入してトラックを出港した。この第4508船団には、他に特設水上機母艦「國川丸」（川崎汽船、6,863トン）、陸軍特殊船「摩耶山丸」（三井船舶、9,433トン）および特設給兵船「辰武丸」（辰馬汽船、7,068トン）が加入しており、水雷艇「鵯」が護衛していた。他の加入船も新鋭船や優秀船であったが、唯一のネックは「辰武丸」がラバウルで低質の石炭を搭載したがために、最高速力が9ノットしか出なくなっていたことだった。速力が遅いと潜水艦に狙われやすくなるため、「辰武丸」を船団から除外するか、二手に分かれて「國川丸」および摩耶山丸を先行させるべきと意見具申したものの、いずれの案も却下された。こういった不安を抱えたままトラック北水道を通過して横須賀に向かうも、第4508船団はトラック出港直後からアメリカ潜水艦「プランジャー」の追跡を受け続けることとなった。翌9日未明2時11分頃、「國川丸」に「プランジャー」からの魚雷が2本命中するも、いずれも不発であった。午後に入って再び「プランジャー」からの雷撃を受け、「國川丸」の船底に魚雷が1本命中したものの、またもや不発だった。第4508船団は偽航路など策を弄して北上を続けるが、次第に速力に優る「國川丸」および「摩耶山丸」と、低速の「辰武丸」およびそれに付き添う「畿内丸」は離れてゆく。5月10日4時ごろ、北緯14度29分 東経149度00分 / 北緯14.483度 東経149.000度の地点で「プランジャー」からの魚雷が命中し、航行不能となった。救援のため「辰武丸」が接近するも、約3時間半後に「プランジャー」からの魚雷が戦隊後部に命中して轟沈した。正午過ぎに再び雷撃され、船橋前部には亀裂が走って沈没の危機が増した。ここに至って「國川丸」および「摩耶山丸」は先行して横須賀へ向かい、「鵯」が護衛のため残留することとなった。5月11日朝、「プランジャー」は浮上して3インチ砲と20ミリ機銃を撃ち込んで止めを刺し、火災が発生した「畿内丸」は8時27分に沈没していった。「畿内丸」の沈没を確認した「プランジャー」は第4508船団への複数回の攻撃で魚雷を使い切ったため、哨戒を終了してミッドウェー島に針路を向けた。「畿内丸」は7月15日に除籍され、7月20日に解傭された。

## 同型船
- 2番船　「東海丸」
- 3番船　「山陽丸」
- 4番船　「北陸丸」
- 5番船　「南海丸」
- 6番船　「北海丸」
  - 準姉妹船　「関東丸」
  - 準姉妹船　「関西丸」

「関東丸」と「関西丸」は、大阪商船と提携関係にあった岸本汽船が建造し、大阪商船に長期定期用船として提供。畿内丸級の準姉妹船という位置づけであり、畿内丸級とは幅（畿内丸級の方が狭い）、使用ディーゼル機関（「関東丸」と「関西丸」はマン式ディーゼル機関）、内部艤装の面などで相違があった。

## 監督官等
監督官
1. 松原寛三 大佐：1941年9月20日[39] - 1942年11月20日
2. 大野善隆 大佐：1942年11月20日[40] - 1943年5月25日

指揮官
1. 大野善隆 大佐：1943年5月25日 -